# نمو ما بعد الصدمة
نمو ما بعد الصدمة أو اكتشاف المنافع هو تغيير نفسي إيجابي يُعاش كنتيجة للمحن أو التحديات الأخرى بهدف الارتقاء إلى مستوى أداء أعلى. تمثل هذه الظروف تحديات كبيرة للموارد التكيفية للفرد، وتضعه أمام تحدٍ كبير لطريقة فهمه للعالم ومكانته فيه. ويتضمن نمو ما بعد الصدمة تحولات نفسية «مغيرة للحياة» في التفكير وفهم العالم، ما يساهم في عملية التغيير الشخصية  والتي تكون ذات مغزى عميق.

## التاريخ
يشتمل الفهم العام على أن المعاناة يمكن أن تسفر عن تغيير إيجابي عمره آلاف السنين. على سبيل المثال بعض الأفكار والكتابات المبكرة للعبرانيين القدماء والإغريق والمسيحيين الأوائل وكذلك بعض تعاليم الهندوسية والبوذية والإسلام والعقيدة البهائية كلها تحتوي على عناصر تخدم فكرة احتمالية تحول المعاناة إلى قوة، كما تمثل محاولات فهم واكتشاف معنى المعاناة الإنسانية موضوعاً رئيسياً في الكثير من الأبحاث الفلسفية وتظهر في أعمال الروائيين والباحثين والشعراء.
يرى علم النفس التقليدي المرونة أمرًا مكافئًا للازدهار، والتي تعني العودة إلى المستوى السابق من الأداء قبل الصدمة أو الضغط أو التحدي. الفرق بين المرونة والازدهار هو نقطة العودة، فالازدهار يتجاوز المرونة كما يتضمن إيجاد المنافع ضمن التحديات.
ابتُكر مصطلح «نمو ما بعد الصدمة» من قبل عالمي النفس ريتشارد جي تيديشي ولورانس جي كالهون في جامعة نورث كارولينا في شارلوت في منتصف التسعينيات. ووفقًا لتيديشي فإن 90٪ من الذين تخطوا الصدمات يبلغون عن جانب واحد على الأقل من جوانب نمو ما بعد الصدمة، مثل تجدد التقدير للحياة.
تضمنت متغيرات الفكرة نموذج كريستال بارك المقترح «النمو المرتبط بالضغط»، والذي سلط الضوء على المعنى المستمد من سياق التكيف مع المواقف الصعبة والمجهدة، والنموذج الذي اقترحه جوزيف ولينلي «النمو التنازعي»، والذي ربط النمو بالرفاهية النفسية. فوفقًا لنموذج النمو التنازعي كلما واجه الفرد موقفاً صعباً تمكّن إما من دمج التجربة المؤلمة في نظام معتقداته الحالي ووجهات نظره تجاه العالم أو تعديل معتقداته بناءً على التجربة التي خاضها. إذا استوعب الفرد بشكل إيجابي المعلومات المتعلقة بالصدمة ودمج المعتقدات السابقة، حينها يمكن أن يحدث النمو النفسي بعد المحن.

## الأسباب
يتزامن نمو ما بعد الصدمة مع محاولات التكيف مع الظروف السلبية للغاية والتي يمكن أن تولد مستويات عالية من الضيق النفسي مثل أزمات الحياة الكبرى، وهي عادةً ما تولّد ردود فعل نفسية سيئة. لا يحدث النمو كنتيجة مباشرة للصدمة، بل هو صراع الفرد مع الواقع الجديد في أعقاب الصدمة، والذي يعتبر أمراً حاسماً في تحديد مدى حدوث نمو ما بعد الصدمة. ومن المشجع أن تقارير تجارب النمو في أعقاب الأحداث الصادمة تفوق بكثير تقارير الاضطرابات النفسية، إذ غالبًا ما يترافق الحزن الشخصي المستمر مع النمو.
بقدر كثرة عوامل التنبؤ بنمو ما بعد الصدمة فقد ارتبط عدد من العوامل بالنمو التكيفي بعد التعرض للصدمة. لقد ثبت أن الروحانية ترتبط ارتباطاً وثيقاً بنمو ما بعد الصدمة، وفي الواقع فإن العديد من المعتقدات الروحية الأكثر عمقاً نتجت عن التعرض للصدمات «أورورك 2008». وقد وُثق الدعم الاجتماعي بشكل جيد كعامل حماية من الأمراض العقلية والاستجابة للضغط.
وفيما يتعلق بنمو ما بعد الصدمة فإن الدعم الاجتماعي عالي المستوى قبل الصدمة ليس فقط ما يرتبط بالنمو، ولكن هناك بعض الأدلة البيولوجية العصبية لفكرة أن الدعم الاجتماعي سوف يعدل الاستجابة المرضية للضغط في مسار تحت المهاد - الغدة الكظرية «إتش بي إيه» في الدماغ «أوزباي 2007». وكما وجد ريتشارد جي. تيدتشي وغيره من الباحثين في مجال النمو بعد الصدمة، فإن القدرة على قبول المواقف التي لا يمكن تغييرها تعد أمراً حاسماً للتكيف مع أحداث الحياة المؤلمة. ويسمونه «التعامل مع القبول»، وقد اعتبروا أن التعامل مع الواقع مؤشر هام لنمو ما بعد الصدمة.
يُعتقد أيضاً -لا يزال قيد البحث- أن فرصة الإفصاح عن المشاعر يمكن أن تؤدي إلى نمو ما بعد الصدمة على الرغم من أنها لا تقلل بشكل كبير من أعراض ما بعد الصدمة «سلافين-سبيني 2010». وأيضاً لم يتنبأ جنس الفرد بشكل موثوق بحالة نمو ما بعد الصدمة، رغم أنه يدل على نوع الصدمة التي يختبرها الفرد. فقد تميل النساء إلى تجربة الإيذاء على المستوى الفردي والشخصي «مثل جعل أنفسهن ضحية جنسية»، بينما يميل الرجال إلى تجربة المزيد من الصدمات الجماعية والنظامية «مثل العسكرية والقتال». ويبدو أن إعطاء الدينامية لهذه المجموعة يلعب دوراً تنبئياً في نمو ما بعد الصدمة، لذا يمكن القول إن نوع التعرض قد يتنبأ بشكل غير مباشر بالنمو عند الرجال «ليلي 2012».

## نمو ما بعد الصدمة والشخصية
تاريخياً، وصفت سمات الشخصية بأنها مستقرة بعد سن الثلاثين. ولكن منذ عام 1994 أشارت نتائج الأبحاث إلى أن سمات الشخصية يمكن أن تتغير استجابةً لأحداث حياتية انتقالية حتى خلال أواسط سن الرشد أو أواخره. وقد تكون هذه الأحداث متعلقة بالعمل أو العلاقات أو الصحة. ارتبطت كميات معتدلة من الضغط بالتحسينات في سمات البراعة والصلابة. ووُجد أن الأفراد الذين يعانون من كميات معتدلة من الضغط يكونون أكثر ثقة بقدراتهم ولديهم مفهوم أفضل للسيطرة على حياتهم. علاوة على ذلك ارتبطت أيضاً كميات الضغط المعتدلة بتحسن في المرونة، والتي يمكن تعريفها على أنها رجوع ناجح لخط الأساس ما بعد الضغط. هؤلاء الأفراد كانوا غالباً ما يطورون مهارات التكيف ويبحثون عن الدعم ضمن بيئاتهم، كما يتحلون بثقة أكبر بقدرتهم على تجاوز المحن.

### نمو ما بعد الصدمة
يشير نمو ما بعد الصدمة إلى تغير إيجابي في الشخصية بعد أحداث حياتية مؤلمة. يمكن أن تؤدي تجربة حدث صادم دوراً تحولياً في الشخصية بين أفراد معينين وتسهّل النمو. على سبيل المثال، تبين أن الأفراد الذين عانوا من الصدمات أظهروا تفاؤلًا أكبر وأثراً إيجابياً بالإضافة للرضى عن الدعم الاجتماعي، وكذلك زيادة في عدد موارد الدعم الاجتماعي. وبالمثل يكشف البحث عن تغيرات في الشخصية بين أزواج المرضى الذين يعانون من السرطان في مراحله النهائية، ما يقترح أن مثل هذه التحولات الحياتية المؤلمة قد سهلت الزيادة في الميل نحو الآخرين والسلوكيات الاجتماعية والموثوقية والاعتماد على الأشخاص.
الأهم من ذلك أن تجربة الحياة المؤلمة بحد ذاتها لا تؤدي إلى نمو ما بعد الصدمة. فليس كل من يعاني من حدث مؤلم سيطور بشكل مباشر نمو ما بعد الصدمة. ولكن استجابة الفرد العاطفية للحدث الصادم هي المهمة في تحديد النتيجة طويلة الأمد لتلك الصدمة. كما يمكن أن تتأثر نتائج الأحداث المؤلمة سلباً بالعوامل التي تحدث أثناء الصدمة وبعدها، ما يزيد من احتمالية خطر الإصابة باضطراب ما بعد الصدمة أو غيره من صعوبات الصحة العقلية.
علاوة على ذلك، ساهمت خصائص الصدمة والديناميات الشخصية للفرد الذي يعاني من الصدمة بشكل مستقل في نمو ما بعد الصدمة. فإذا كانت كميات الضغط قليلة جداً أو أكثر من اللازم، لن يتمكن الشخص من التغلب على الموقف. يمكن لديناميات الشخصية أن تسهل أو تعرقل نمو ما بعد الصدمة، بغض النظر عن تأثير الأحداث المؤلمة.